# Landtagswahl im Trentino 1988
Die Landtagswahl im Trentino 1988 fand am 20. November als Wahl zum Regionalrat Trentino-Südtirol statt. Gewählt wurden die 35 Mitglieder des Trentiner Landtags.
Am selben Tag fand auch die Wahl zum Südtiroler Landtag statt.

## Ergebnis
| Listen                                    | Listen                                        | Stimmen | %    | Mandate |
| ----------------------------------------- | --------------------------------------------- | ------- | ---- | ------- |
|                                           | Democrazia Cristiana                          | 136.286 | 45,3 | 17      |
|                                           | Partito Socialista Italiano                   | 37.934  | 12,6 | 4       |
|                                           | Partito Autonomista Trentino Tirolese         | 29.624  | 9,8  | 3       |
|                                           | Partito Comunista Italiano                    | 25.272  | 8,4  | 3       |
|                                           | Lista Verde                                   | 22.358  | 7,4  | 3       |
|                                           | Partito Repubblicano Italiano                 | 12.055  | 4,0  | 1       |
|                                           | Democrazia Proletaria                         | 7.935   | 2,6  | 1       |
|                                           | Movimento Sociale Italiano – Destra Nazionale | 7.837   | 2,6  | 1       |
|                                           | Partito Socialista Democratico Italiano       | 6.014   | 2,0  | 1       |
|                                           | Partito Liberale Italiano                     | 5.556   | 1,8  | 1       |
|                                           | Partito Pensionati                            | 5.349   | 1,8  | –       |
|                                           | Socialdemocrazia Trentina                     | 2.373   | 0,8  | –       |
|                                           | Insieme per il Buon Governo                   | 1.181   | 0,4  | –       |
|                                           | Partito Popolare Pensionati                   | 1.051   | 0,3  | –       |
| Gesamt                                    | Gesamt                                        | 300.825 | 100  | 35      |
|                                           |                                               |         |      |         |
| Quelle: Autonome Region Trentino-Südtirol |                                               |         |      |         |